# Marcel Cravenne
Marcel Cravenne (* 22. November 1908 in Kairouan, Tunesien; † 6. Dezember 2002 in Paris, Frankreich) war ein französischer Filmregisseur. Er verwendete auch seinen Geburtsnamen Marcel Cohen.

## Leben
Während sein Bruder Georges (1914–2009) ein in Frankreich bekannter Filmjournalist und Publizist war, begann Cravenne mit Sous le terreur mit Marie Bell seine Karriere als Filmregisseur. Sein zweiter Film Un déjeuner de soleil vereint 1937 die großen Stars der Epoche, Gaby Morlay und Jules Berry. Nach dem Krieg folgt die Theateradaption von August Strindbergs Totentanz mit Erich von Stroheim. Er schreibt 1948 das Drehbuch zur Édouard-Peisson-Verfilmung Hans le marin mit María Montez, Jean-Pierre Aumont und Lilli Palmer.  Marcel Cravenne zeichnete als Filmregisseur für zahlreiche Literaturverfilmungen verantwortlich (u. a. Der scharlachrote Buchstabe, Die großen Erwartungen) und besetzt auch hier Stars wie Jean-Pierre Léaud in der Gustave-Flaubert-Verfilmung Erziehung des Herzens, Delphine Seyrig für Die Lilie im Tal und Claude Jade als Heldin der Serie Die Insel der 30 Särge, die 1979 sein größter Erfolg wird.

## Filmografie (Auswahl)
- 1937: Un déjeuner de soleil, D: Gaby Morlay, Jules Berry
- 1946: La Danse De Mort, D: Erich von Stroheim, María Denis
- 1949: Die Hafenbar von Marseille (Hans le marin) D: María Montez
- 1952: Dans la vie tout s'arrange, D: Merle Oberon, Paul Henreid
- 1965: L'habit vert, D: Nicole Berger, Michel Serrault
- 1966: L’Anglais tel qu’on le parle, D: Petula Clark
- 1967: Der trojanische Krieg findet nicht statt, D: Caroline Cellier
- 1968: Les grandes espérances, D: Jean-Claude Dauphin, Charles Vanel
- 1970: Die Lilie im Tal, D: Richard Leduc, Delphine Seyrig
- 1971: Un otage, D: Simone Signoret, Daniel Ivernel
- 1971: Tartuffe, D: Michel Bouquet, Delphine Seyrig
- 1973: L’Éducation sentimentale, D: Jean-Pierre Léaud, Françoise Fabian
- 1974: La voleuse de Londres, D: Dany Carrel, Pierre Michaël
- 1974: Spiel im Morgengrauen (La dernière carte), D: Niels Arestrup, Danièle Lebrun
- 1975: Van der Valk und die Toten, D: Frank Finlay, Odile Versois, Hans Christian Blech
- 1976: La Poupée sanglante, D: Jean-Paul Zehnacker, Yolande Folliot
- 1979: Die Insel der 30 Tode, D: Claude Jade, Jean-Paul Zehnacker
- 1981: Mémoires de deux jeunes mariées, D: Fanny Ardant, François Marthouret